# Zuzanna Ginczanka

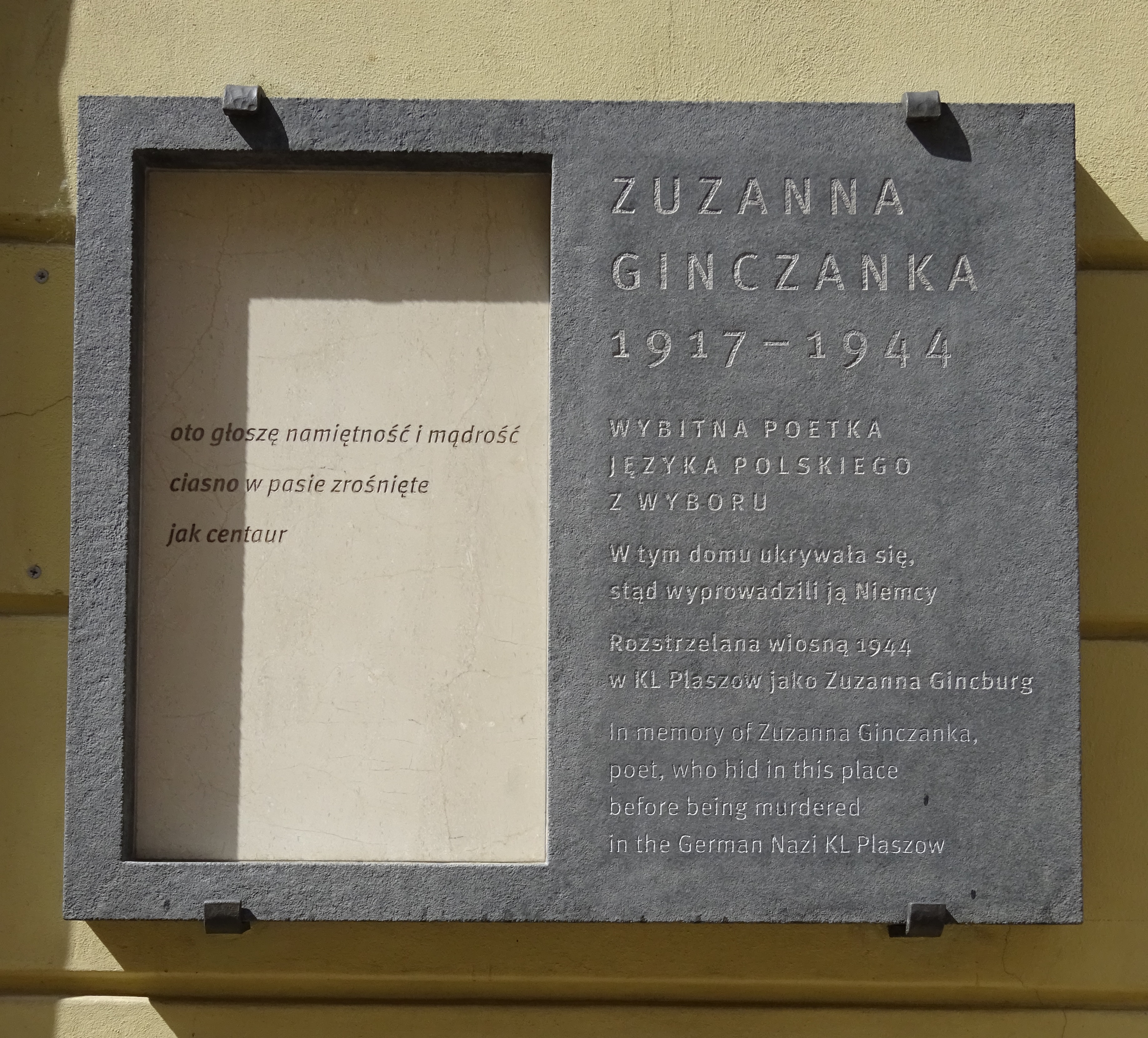
Tablica na kamienicy przy ul. Mikołajskiej 26 w Krakowie, upamiętniająca Zuzannę Ginczankę, wmurowana w miejscu, gdzie się ukrywała w latach 1943–1944, w 100-lecie jej urodzin w marcu 2017

Zuzanna Ginczanka, właściwie Zuzanna Polina Gincburg (ur. 9 marca?/22 marca 1917 w Kijowie, zm. 1944 w Krakowie) – polska poetka pochodzenia żydowskiego.

## Życiorys
Urodziła się w Kijowie w rodzinie zasymilowanych rosyjskich Żydów. Jej rodzice uciekli niedługo po wybuchu rewolucji październikowej z upadającego Imperium Rosyjskiego do Równego na Wołyniu. Gincburgowie rozstali się, gdy Zuzanna była dzieckiem. Jej matka, Cecylia z domu Sandberg, poślubiła czeskiego piwowara Waltera Rotha i wyemigrowała z nim do Hiszpanii, gdzie zamieszkali w Pampelunie. Ojciec, Szymon Gincburg, prawnik, wyjechał do Berlina, a stamtąd we wrześniu 1939 do Stanów Zjednoczonych. Wychowaniem poetki zajmowała się jej babka, Chaja Sandberg, prowadząca w Równem skład apteczny.
Zuzanna Gincburg zaczęła pisać wiersze już w wieku 10 lat. Pierwsze opublikowane ukazywały się w gimnazjalnej gazetce „Echa Szkolne”. Za namową Juliana Tuwima wzięła udział w konkursie poetyckim w 1934 roku ogłoszonym przez Wiadomości Literackie i zdobyła w nim wyróżnienie. Wiosną 1935 roku rozpoczęła współpracę z Wiadomościami Literackimi; należała do kręgu Skamandrytów. Niektórzy badacze przypisują jej przynależność do grupy poetyckiej „Wołyń”, co było niemożliwe, gdyż przebywała w czasie działania grupy w Warszawie, nie ma jej nazwiska w dokumentach założycielskich.
Po ukończeniu gimnazjum w 1935 r. przeniosła się do Warszawy, gdzie rozpoczęła studia pedagogiczne. W 1936 roku zaczęła pisać do Szpilek, publikowała w tym czasopiśmie wiersze satyryczne. Bywała w Małej Ziemiańskiej, słynnym miejscu spotkań warszawskich literatów, oraz w Zodiaku; przyjaźniła się między innymi z Witoldem Gombrowiczem. W 1936 wydała swój jedyny tomik poezji zatytułowany O centaurach.
Zuzanna Ginczanka była także autorką słuchowisk radiowych dla dzieci i dorosłych (wspólnie z Andrzejem Nowickim).
Po wybuchu II wojny światowej uciekła do Lwowa. Wyszła za mąż za żydowskiego prawnika i krytyka sztuki Michała Weinziehera. 17 września 1940 roku wstąpiła do Związku Radzieckich Pisarzy Ukrainy. Publikowała swoje i tłumaczone na język polski wiersze innych autorów w „Nowych Widnokręgach” oraz w „Almanachu Literackim”. Po zajęciu Lwowa przez hitlerowskie Niemcy w czerwcu 1941 roku ukrywała się w tym mieście do 1943 roku. W 1942 roku napisała wiersz „Non omnis moriar”, w którym utrwaliła nazwisko byłej dozorczyni kamienicy przy ul. Jabłonowskich, gdzie poetka ukrywała się. Kobieta kilkakrotnie denuncjowała Ginczankę, po zakończeniu wojny została skazana na więzienie za donosicielstwo. Dowodem w sprawie był rękopis wiersza Ginczanki. Po ucieczce ze Lwowa w towarzystwie przyjaciela, grafika Janusza Woźniakowskiego, ukrywała się kilka miesięcy w Felsztynie, a następnie w Krakowie, gdzie Michał Weinzieher znalazł kryjówkę.
Istnieją rozbieżne wersje co do okoliczności zdradzenia kryjówki poetki. Izolda Kiec, literaturoznawczyni UAM, na podstawie swoich wywiadów ze świadkami wydarzeń podaje, że została aresztowana przez Gestapo na skutek donosu sąsiadów. Historyk IPN, Ryszard Kotarba, w 2022 roku, na podstawie wykonanych przez siebie kwerend podał, że adres Ginczanki trafił w ręce Gestapo przypadkowo, w związku z aresztowaniem Woźniakowskiego.
Według Ryszarda Kotarby poetka została najprawdopodobniej rozstrzelana 5 maja 1944 r. na terenie niemieckiego obozu koncentracyjnego Plaszow, jako Zuzanna Gincburg.

## Zbiory poezji
Zuzanna Ginczanka publikowała pod pseudonimami Zuzanna Gincburżanka, Zuzanna Polonia Gincburg, Sana Ginzburg, Sana Ginsburg, Sana Weinzieher, Sonny Girl, Suzy Gin-yoyanka.
- 1936: O centaurach.
- 1953: Wiersze wybrane, wybór i wstęp Jan Śpiewak.
- 1991: Udźwignąć własne szczęście. Poezje, wstęp i oprac. Izolda Kiec.
- 1994: Rękopisy z lat 1932–1934; Satyry i fraszki z lat 1936–1939; Przekłady z lat 1939–1941, w: I. Kiec, Zuzanna Ginczanka. Życie i twórczość.
- 2011: Krzątanina mglistych pozorów. Wiersze wybrane / Un viavai di brumose apparenze. Poesie scelte (wersja dwujęzyczna polsko-włoska), wstęp i przekł. Alessandro Amenta.
- 2014: Wniebowstąpienie ziemi, wybór i posłowie Tadeusz Dąbrowski.
- 2014: Wiersze zebrane, oprac. i wstęp Izolda Kiec.
- 2016: Wiersze zebrane, wyd. II, oprac. i wstęp Izolda Kiec.
- 2017: Mądrość jak rozkosz. Wiersze wybrane, wybór i posłowie Agata Araszkiewicz.
- 2019: Poezje zebrane (1931-1944), wstęp i oprac. Izolda Kiec.
- 2024: „Idę słowem jak chlebem się sycić” . Fragmenty i krajobrazy. Poezje. Całość ułożyła i wstępem opatrzyła Izolda Kiec. Fotografie wykonał Andrzej Nowakowski. Teksty napisali Izolda Kiec, Joanna Maleszyńska, Anna Maja Misiak, Józefina Piątkowska, Ostap Sływynsky, Michał Traczyk, Joanna Trzeciak Huss (22. tom serii Poezje wydawnictwa Universitas pod redakcją Andrzeja Nowakowskiego)

## Upamiętnienie
- Józef Łobodowski wydał poświęcony Zuzannie Ginczance tom wierszy Pamięci Sulamity (Toronto 1987)
- Maciej Woźniak poświęcił jej zamieszczony w tomie Obie strony światła (2003) wiersz Zuzanna Ginczanka, list z tamtej strony światła[24]
- Na motywach historii Zuzanny Ginczanki Tomasz Bochiński oparł opublikowane w antologii Niech żyje Polska. Hura! – tom 2 (2007) opowiadanie Cudowny wynalazek pana Bella
- W 2015 roku Celina Muza nagrała płytę Non omnis moriar, na której znalazło się pięć pieśni do wierszy Ginczanki
- W 2015 r. Muzeum Literatury w Warszawie pokazało wystawę czasową upamiętniającą poetkę Tylko szczęście jest prawdziwym życiem[25]
- W marcu 2017 r., w stulecie urodzin Ginczanki, na ścianie domu przy ul. Mikołajskiej w Krakowie, gdzie poetka ukrywała się przed uwięzieniem i śmiercią, wmurowano tablicę pamiątkową[26]
- W 2017 roku we Lwowie ukazał się tom wierszy Ginczanki tłumaczonych na język ukraiński przez Jarosława Poliszczuka
- W 2019 roku Lena Piękniewska nagrała pięć utworów do wierszy Ginczanki na płytę Coś przyjdzie: miłość lub wojna
- W 2019 roku zespół Hańba umieścił na płycie 1939 dwa utwory do satyr Ginczanki
- W 2020 roku ukazały się wiersze Ginczanki przełożone przez Zvikę Szternfelda na język hebrajski
- W 2021 r. Hanna Kubiak i Bernhard Hofstötter opublikowali pierwszą niemiecką wersję utworów Ginczanki[27]
- W 2021 roku zespół Nocą Umówieni wraz z kwartetem smyczkowym Airis String Quartet nagrał płytę Ginczanka
- W 2022 roku Joanna Longić wydała longplay pt. Ginczanka. Tęskno gra poezję
- W grudniu 2022 r. wrocławski bard Szymon Podwin nagrał album muzyczny pt. Ginczanka, zawierający 16 wierszy poetki w aranżacji na głos męski i gitarę klasyczną
- W 2023 roku w Stanach Zjednoczonych ukazał się wybór poezji Zuzanny Ginczanki zatytułowany On Centaurs & Other Poems, w tłumaczeniu Alex Braslavsky

## Publikacje o Ginczance
- 1955 Michał Głowiński, O liryce i satyrze Zuzanny Ginczanki, „Twórczość” nr 8.
- 1965 Jan Śpiewak, Zuzanna, gawęda tragiczna, w: tegoż, Przyjaźnie i animozje.
- 1971 Jan Śpiewak, Zuzanna, w: tegoż, Pracowite zdziwienia.
- 1974 Anna Kamieńska Anna, Testament ironiczny, w: tejże, Od Leśmiana. Najpiękniejsze wiersze polskie.
- 1986 Agnieszka Baranowska, Moje dumne włości, w: tejże, Perły i potwory.
- 1990 Izolda Kiec, Trochę wierszy, trochę fotografii, wspomnienia kilku przyjaciół, „Czas Kultury” nr 16.
- 1992 Izolda Kiec, Wiosna radosna? (Ginczanka i Słonimski), „Twórczość” nr 9.
- 1994 Izolda Kiec, Zuzanna Ginczanka. Życie i twórczość.
- 1996 Mieczysław Inglot, „Non omnis moriar” Zuzanny Ginczanki: w kręgu konwencji literackiej, „Acta Universitatis Wratislaviensis. Prawo” nr 251.
- 2001 Agata Araszkiewicz, Wypowiadam wam moje życie. Melancholia Zuzanny Ginczanki.
- 2008 Agnieszka Haska, „Znałam tylko jedną żydóweczkę ukrywającą się…” Sprawa Zofii i Mariana Chominów, „Zagłada Żydów. Studia i Materiały” [Centrum Badań nad Zagładą Żydów IFIS PAN, Warszawa] nr 4.
- 2009 Małgorzata Dubrowska, „Pismo i rana” w twórczości Zuzanny Ginczanki, w: Pogranicza kulturowe (odrębność – wymiana – przenikanie – dialog). Studia i szkice, red. O. Weretiuk, J. Wolski, G. Jaśkiewicz.
- 2011 Alicja Kosterska, Wybrane problemy recepcji poezji Zuzanny Ginczanki, w: Dwudziestolecie mniej znane. O kobietach piszących w latach 1918–1939, red. E. Graczyk, M. Graban-Pomirska, K. Cierzan, P. Biczkowska.
- 2013 Izolda Kiec, Sztubackie trele Zuzanny Gincburżanki, „Tekstualia” nr 2.
- 2013 Piotrowiak Miłosz, Pod pręgierzem pogardy [Non omnis moriar…] Zuzanny Ginczanki, w: tegoż, Idylla/testament wiersze przebrane. Testament/idylla wiersze przybrane.
- 2014 Karolin Koprowska, „Tuwim w spódnicy”? Poetyka Skamandra w twórczości Zuzanny Ginczanki, „Zeszyty Naukowe Towarzystwa Doktorantów UJ. Nauki Humanistyczne” nr 5 (specjalny).
- 2015 Ryszard Kotarba, Śmierć poetki: historia okupacyjna, „Ale Historia. Tygodnik Historyczny” nr 50.
- 2015 Jacek Leociak, Ginczanka, „Zagłada Żydów. Studia i Materiały” nr 11.
- 2015 Barbara Stelingowska, Zapomniana twórczość Zuzanny Ginczanki. Próba interpretacji, w: Poezja kobiet. Interpretacje, red. B. Walęciuk-Dejneka, Siedlce.
- 2015 Zuzanna Ginczanka. Tylko szczęście jest prawdziwym życiem, red. A. Araszkiewicz, J. Pogorzelska.
- 2017 Sylwia Papier, Pełna sprzeczności. Zuzanna Ginczanka: polska poetka żydowskiego pochodzenia, „Maska” nr 3.
- 2017 Dorota Wojda, „Sprawy korzenne”. Fenomenologia Zuzanny Ginczanki, „Przestrzenie Teorii” nr 28.
- 2018 Ginczanka. Na stulecie Poetki, red. K. Kuczyńska-Koschany, K. Szymańska, Kraków.
- 2018 jak burgund pod światło… Szkice o Zuzannie Ginczance, red. K. Koprowska, S. Papier, R. Sendyka.
- 2018 Agnieszka Łazicka, Umysł i ciało, słowo i rzecz: o twórczości Zuzanny Ginczanki, w: Kobiece dwudziestolecie 1918-1939, red. R. Sioma, wstęp B. Czarnecka.
- 2019 Izolda Kiec, Szoszana znaczy Niewinna. O poezji i biografii Zuzanny Ginczanki.
- 2019 Aleksandra Kumala, Ciała Zuzanny Ginczanki, „Tekstualia” nr 2.
- 2019 Jarosław Mikołajewski, Cień w cień. Za cieniem Zuzanny Ginczanki.
- 2019 Tetiana Mychajłowa, Od „Ech Szkolnych” do „O Centaurach”, w: Czy są jakieś pytania? Szkice o najnowszej literaturze polskiej, red. J. Pyzia, J.M. Ruszar.
- 2019 Ostap Sływynski, „I suknie, jasne suknie pozostaną po mnie”, „Herito. Dziedzictwo. Kultura. Współczesność” nr 34.
- 2020 Izolda Kiec, Ginczanka. Nie upilnuje mnie nikt.
- 2020 Izolda Kiec, Zuzanna Ginczanka w archiwach i bibliotekach, „Biblioteka” nr 24(33).
- 2020 Agnieszka Kwiatkowska, Jak zdobyć świat? „Narodziny” Zuzanny Ginczanki, w: Stulecie poetek polskich. Przekroje, tematy, interpretacje, red. J. Grądziel-Wójcik, A. Kwiatkowska, E. Rajewska, E. Sołtys-Lewandowska